# The Diamond Queen

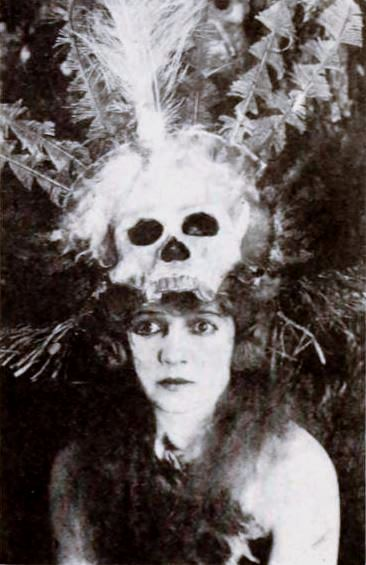
Eileen Sedgwick em cena do seriado

The Diamond Queen (bra: A Rainha dos Diamantes) é um seriado estadunidense de 1921, gênero aventura, dirigido por Edward A. Kull, em 18 capítulos, estrelado por Eileen Sedgwick e George Chesebro. Produzido e distribuído pela Universal Pictures, veiculou nos cinemas estadunidenses entre 15 de março e 12 de julho de 1921.
O seriado é baseado no conto “The Diamond Master”, de Jacques Frutelle, que foi novamente filmada, em 1929, também em forma de seriado pela própria Universal Pictures, sob o título The Diamond Master.
Este seriado é considerado perdido

## Elenco
- Eileen Sedgwick - Doris Harvey
- George Chesebro - Bruce Weston
- Frank Clark - Julius Zeidt
- Burton S. Wilson - John Harvey
- Alfred Fisher - Professor Harvey
- Josephine Scott - Aline Earl
- Lew Short - Reitman
- Albert J. Smith - Professor Ramsey

## Capítulos
1. Vow of Vengeance
2. Plunge of Doom
3. Perils of the Jungle
4. Fires of Hate
5. Tide of Destiny
6. The Colossal Game
7. An Amazing Ultimatum
8. In Merciless Clutches
9. A Race with Rogues
10. The Betrayal
11. In Torture's Grip
12. The Kidnapping
13. Weird Walls
14. The Plunge
15. The Decoy
16. The Dip of Death
17. The Hand of Fate
18. The Hour of Reckoning